# Карабаки, Калистрат Фомич
Калистрат Фомич Карабаки (1923 год, Кутаисский уезд, Кутаисская губерния, Российская империя — неизвестно, Маяковский район, Грузинская ССР) — бригадир колхоза имени Бакрадзе Маяковского района, Грузинская ССР. Герой Социалистического Труда (1950).

## Биография
Родился в 1923 году в крестьянской семье в одном из сельских населённых пунктов Кутаисского уезда. После окончания школы трудился в местном колхозе до призыва в январе 1942 года в Красную Армию по мобилизации. Участвовал в Великой Отечественной войне. Воевал в составе 1367-го стрелкового полка 414-й стрелковой дивизии. В оборонительных боях за Моздок в декабре 1942 году получил тяжёлое ранение и после излечения в 1943 году демобилизовался и возвратился на родину.
В послевоенные годы — бригадир виноградарей в колхозе имени Бакрадзе Маяковского района. В 1949 году бригада под его руководством собрала в среднем с каждого гектара по 103,7 центнеров винограда с площади 10 гектаров. Указом Президиума Верховного Совета СССР от 5 сентября 1950 года удостоен звания Героя Социалистического Труда за «получение высоких урожаев винограда в 1949 году» с вручением ордена Ленина и золотой медали «Серп и Молот» (№ 5673).
Этим же Указом званием Героя Социалистического Труда были награждены труженики колхоза имени Бакрадзе бригадир Александр Иванович Енделадзе, звеньевые Манавел Александрович Карабаки и Душико Михайлович Майсурадзе.
После выхода на пенсию проживал в Маяковском районе. Дата смерти не установлена.
Награды
- Герой Социалистического Труда
- Орден Ленина
- Орден Трудового Красного Знамени (05.07.1951)
- Медаль «За боевые заслуги» (20.03.1946)